# Antrodiaetus yesoensis
Antrodiaetus yesoensis är en spindelart som först beskrevs av Toshio Uyemura 1942.  Antrodiaetus yesoensis ingår i släktet Antrodiaetus och familjen Antrodiaetidae. Inga underarter finns listade i Catalogue of Life.